# Cvelbarjeva ulica, Novo mesto
Cvelbarjeva ulica je ena od ulic v Novem mestu. Ulica je od leta 1955 poimenovana po pesniku in slikarju Jožetu Cvelbarju. Obsega 12 hišnih številk, poteka pa od Sokolske ulice mimo nekdanje restavracije Breg do ulice Mej vrti.